# Diocese de Cajamarca
A Diocese de Cajamarca (em latim: Dioecesis Caiamarcensis) é um território eclesiástico da Igreja latina ou diocese da Igreja Católica localizada na cidade de Cajamarca, Peru. É uma diocese sufragânea na província eclesiástica da arquidiocese metropolitana de Trujillo.

## História
- 5 de abril de 1908: constituída como Diocese de Cajamarca da Diocese de Chachapoyas e da Diocese de Trujillo e tornou-se sufragânea da Arquidiocese de Lima.
- 1912: trocou territórios com a Diocese de Trujillo.
- 23 de maio de 1943: tornou-se sufragânea de Trujillo.
- 11 de janeiro de 1946: perdeu território para formar a Prefeitura Apostólica de São Francisco Xavier.
- 1953: perdeu território para a Prefeitura Apostólica de São Francisco Xavier.
- 17 de dezembro de 1956: perdeu território para formar a Diocese de Chiclayo.
- 26 de abril de 2007: perdeu território para formar a Diocese de Huánuco.

## Liderança
|                          | Nome                                           | Período   | Notas                      |        |
| Bispos                   | Bispos                                         | Bispos    | Bispos                     | Bispos |
| ------------------------ | ---------------------------------------------- | --------- | -------------------------- | ------ |
| 10º                      | Isaac Circuncisión Martínez Chuquizana, M.S.A. | 2021-     | Atual                      |        |
| 9°                       | José Carmelo Martínez Lázaro, O.A.R.           | 2004–2021 |                            |        |
| 8º                       | Ángel Francisco Simón Piorno                   | 1995-2004 | nomeado bispo de Chimbote; |        |
| 7º                       | José Antonio Dammert Bellido                   | 1962–1992 |                            |        |
| 6°                       | Nemesio Rivera Meza                            | 1960–1961 |                            |        |
| 5º                       | Pablo Ramírez Taboada, S.S.C.C.                | 1947-1960 | nomeado bispo de Huacho;   |        |
| 4º                       | Teodosio Moreno Quintana                       | 1940-1947 | nomeado Bispo de Huánuco;  |        |
| 3°                       | Giovanni Giuseppe Guillén y Salazar, C.M.      | 1933–1937 |                            |        |
| 2º                       | Antonio Rafael Villanueva, O.F.M.              | 1928–1933 |                            |        |
| 1º                       | Francesco di Paolo Grozo                       | 1910–1928 |                            |        |
| Administrador Apostólico |                                                |           |                            |        |
|                          | Fortunato Pablo Urcey, O.A.R.                  | 2019-2021 | Bispo de Chota             |        |